# Gareth Hanrahan
Gareth Ryder-Hanrahan es un diseñador de juegos y novelista irlandés que ha trabajado principalmente en juegos de rol. Hanrahan es el autor de la novela Paranoia de Reality Optional. También ha contribuido con relatos cortos a las antologías de Stone Skin Press The Lion and the Aardvark y Schemers. En 2019 publicó su primera novela, La plegaria de la calle, que iniciaría su trilogía de fantasía steampunk El Legado del Hierro Negro.

## Obra
Serie El Legado del Hierro Negro
- La plegaria de la calle (The Gutter Prayer, 2019).[3] Publicada en español por Gamon Fantasy en 2021.
- Los santos de sombra (The Shadow Saint, 2020).[4] Publicada en español por Gamon Fantasy en 2022.
- El dios caído (The Broken God, 2021). Publicado en español por Gamon Fantasy en 2024.[5]

## Juegos
Entre los juegos diseñados y escritos por Hanrahan se encuentran los siguientes: 
- The Slayer's Guide to Titans (2003)[6]
- The Quintessential Halfling (2003)[7]
- The Quintessential Paladin II: Advanced Tactics (2004)[8]
- The Quintessential Druid II (2004)[9]
- OGL Horror (2004)[10]
- The Traitor's Manual (2004)[11]
- EarthForce Campaign Book (2005)[12]
- Eyes of the Stone Thief (2015)[13]